# تنولي
التَنُولِي أو التَنَأوَل هو اسم لقبيلة باكستانية، تسكن أساسا منطقة هزارة من المحافظة الحدودية الشمالية الغربية بالباكستان.